# 苏联立陶宛人强制流配
苏联立陶宛人强制流配（俄语：Депортации из Литовской ССР）是指1941年和1946－1952年苏联政府对立陶宛人进行的一系列大规模人口驱逐行动。当时立陶宛被苏联占领并被迫成为其加盟共和国。据不完全统计，被驱逐者至少有130,000人，其中70%是妇女和儿童。这些人被强行运送到苏联偏远地区的古拉格和其他强制定居点，尤以伊尔库茨克州和克拉斯诺亚尔斯克边疆区为数最多。在被驱逐者中约有4,500名是居住在立陶宛的波兰人。这些数字还不包括被关进古拉格的立陶宛游击队员和政治犯（约150,000人）。苏联驱逐平民有两个目的：一是镇压立陶宛人民对苏维埃化政策的抵抗，二是给苏联人烟稀少的地区提供免费劳动力。由于生活条件恶劣，大约28,000名立陶宛被驱逐者在强制定居点中死亡。1953年斯大林去世后，被驱逐者逐渐得以释放。最后一批被驱逐者直到1963年才得以释放。其中大约60,000人设法返回立陶宛，而30,000人被禁止返回家园。拉脱维亚、爱沙尼亚和苏联其他地区也发生了类似的驱逐（见苏联爱沙尼亚人强制流配和苏联的人口转移）。立陶宛在6月14日庆祝一年一度的哀悼和希望日，以纪念被强制驱逐的立陶宛人。

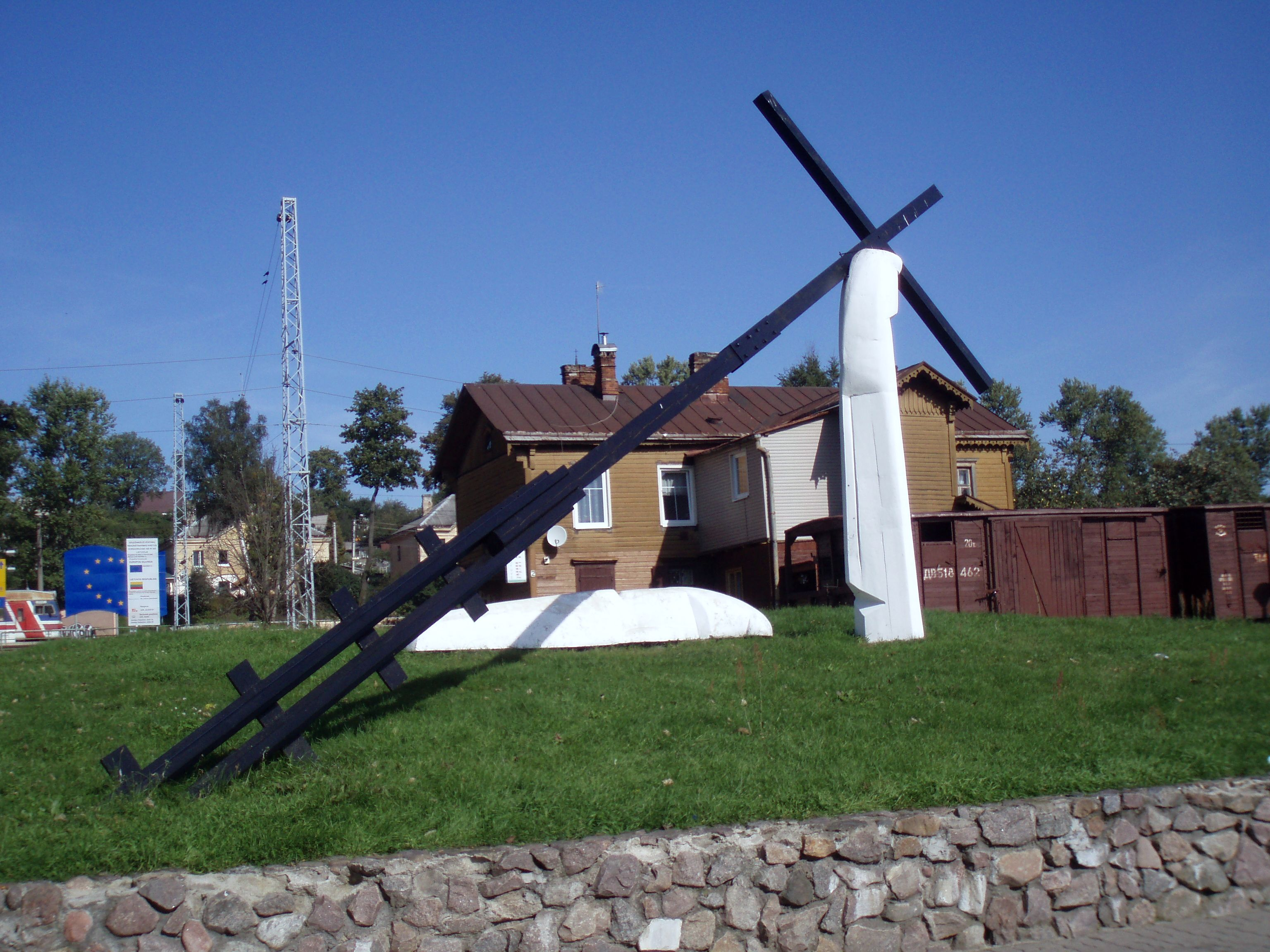
新维尔尼亚的被驱逐者纪念碑

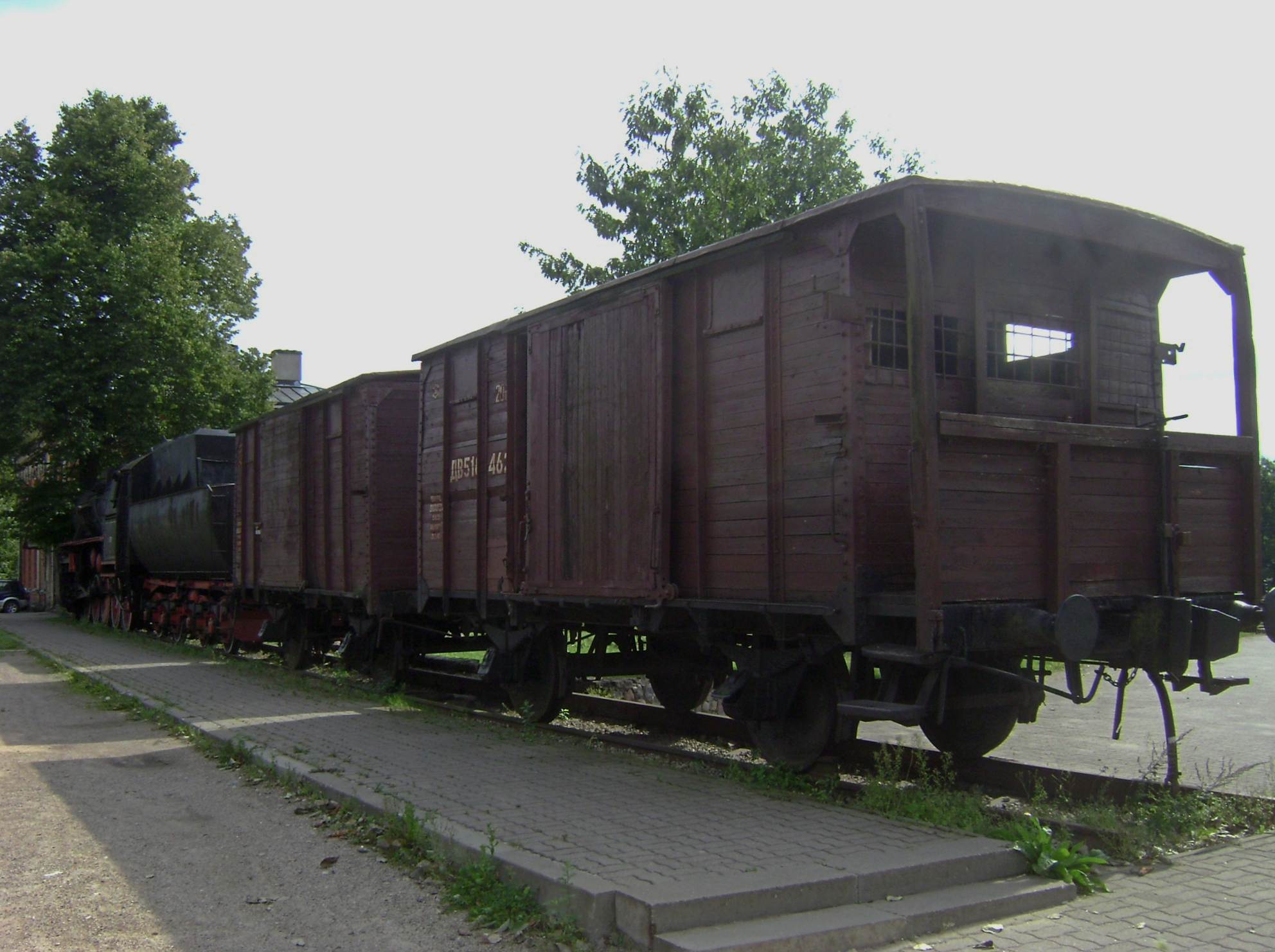
用于运输被驱逐者的火车

## 背景
1939年8月，纳粹德国和苏联签署了《苏德互不侵犯条约》，将东欧划分为德国和苏联的势力范围。根据条约，波罗的海国家（立陶宛，拉脱维亚和爱沙尼亚）被划为苏联的势力范围 。随后，苏联开始准备占领和吞并这些国家。首先，苏联迫使波罗的海国家与其签订互助条约。波罗的海国家被迫同意允许苏联士兵在其领土内建立军事基地。与芬兰的冬季战争暂时推迟了苏联的下一步计划。1940年春天，冬季战争结束，苏联加大了指责波罗的海国家所谓“反苏阴谋”的力度。立陶宛于1940年6月14日收到苏联的最后通牒。两天后，拉脱维亚和爱沙尼亚发出几乎相同的最后通牒。在最后通牒中，苏联要求允许无限制数量的苏联军队进入三国领土，并要求三国组建更亲苏的政府。随后，苏联强行将波罗的海国家转变为苏维埃社会主义共和国。三国组建了亲苏联的政府，并举行了人民议会的作秀选举。6月15日，立陶宛总统安塔纳斯·斯梅托纳出逃，超过20万名苏联红军进入立陶宛境内，立陶宛被苏联占领。接着，苏联将拉脱维亚和爱沙尼亚占领。1940年8月6日，苏联对立陶宛苏维埃社会主义共和国、拉脱维亚苏维埃社会主义共和国和爱沙尼亚苏维埃社会主义共和国的非法吞并正式完成。然而，大多数国家并没有承认苏联对波罗的海国家的吞并 。

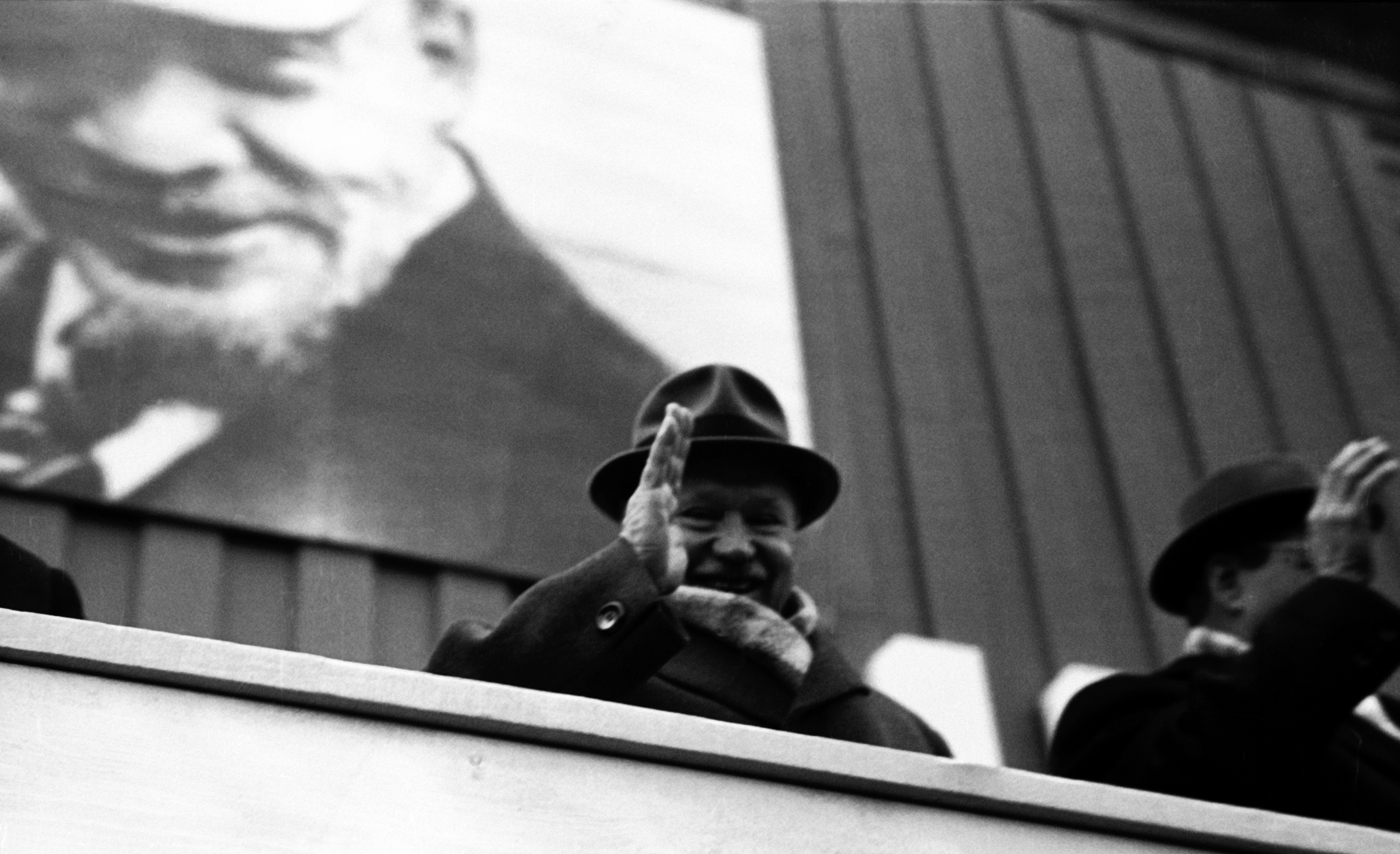
安塔纳斯·尤奥佐维奇·斯涅奇库斯，1940年至1974年的立共第一书记，曾监督对立陶宛人的大规模驱逐

苏联控制了这三个加盟共和国的政治、经济和文化生活。7月1日，所有政治、文化和宗教组织都被强行关闭，政府只允许立陶宛共产党及其青年组织活动。苏联迅速实施了各种苏维埃化政策，包括将私营企业国有化、推行为农业集体化做准备的土地改革，以及镇压政治、文化和宗教组织。由于这些政策，立陶宛的经济文化生活被打乱，人民生活水平大幅下降。政治活动家和被指控为“人民公敌”的人被逮捕和监禁。1941年6月，在第一次驱逐期间，约17,000名立陶宛人被驱逐。纳粹德国入侵苏联使进一步的镇压被迫中止。不到一周，纳粹德国就占领了立陶宛。起初，立陶宛人把纳粹德国视为帮助他们摆脱苏联压迫统治的“解放者”。但是立陶宛人很快就对纳粹政权失望，并组织了抵抗（如立陶宛解放最高委员会）。虽然立陶宛人对纳粹德国失望，但他们仍把苏联视为“第一公敌”。
1944年，纳粹德国在战争中节节败退，而苏联却正在稳步前进。1944年7月，作为巴格拉季昂行动的一部分，红军抵达立陶宛边境。 大部分立陶宛领土在波罗的海攻势期间被占领。立陶宛的最后一场战斗于1945年1月在克莱佩达结束。预料到苏联会卷土重来，大约100,000名立陶宛人在红军前进之前撤退到德国。 这些立陶宛人大多是政治和文化活动家、艺术家和科学家，受过更好的教育且更富有。战后初期，他们作为难民，定居在其他国家。其中以移民美国的数量最多，他们在海外形成了活跃的立陶宛侨民社区。留在立陶宛的人被征召入伍（约80,000名士兵应征入伍）。男子通过加入立陶宛游击队，武装抵抗苏联而逃脱了征兵。武装抵抗激发了立陶宛人民政治上的不服从，苏联则以迫害作为回应，包括屠杀、处决、逮捕、驱逐出境等。

## 驱逐程序
将立陶宛人驱逐出境的行动是严格保密的。1946年2月，立陶宛官员尤扎斯·巴塔西乌纳斯发布了一个公共命令，规定了具体的驱逐程序。武装部队会在半夜包围目标房屋。因为到了晚上，更有可能发现每个人都在家，并且不容易惊动其他居民。目标房屋的每个人，包括新生儿和老人，都将被命令打包衣服、食物和其他必需品（可以带走的物品清单因地而异，主要取决于士兵的慷慨程度）。如果有人企图反抗或逃跑，他们就会被殴打甚至枪决。执行任务的士兵会将家庭拆散。被捕者的家人常常会自愿和他们的亲属一起被驱逐。火车经常使用牛车，且没有便利设施。旅程通常持续数周甚至数月。车内条件不卫生，乘客经常缺乏食物和水。火车通常会在到达目的地之前报告死亡人数，死者尤以儿童和老人居多。在一个案例中，一辆载有被驱逐者的火车出轨，造成19人死亡、57人受伤。虽然官方指示（例如1941年的谢洛夫指令）规定士兵应温和对待被驱逐者，但实际上被驱逐者不仅会受到虐待，还会被抢走他们被允许携带的少数物品。

## 驱逐

### 1941年首次驱逐
第一次大规模驱逐是由苏联官员精心策划的。早在1940年夏末，苏联高级官员就开始计划在立陶宛进行大规模逮捕和驱逐。随后，内务人民委员部开始登记和追踪所有“反苏分子”。所谓的“反苏分子”，就是因社会地位、政治派别、宗教信仰等被判断为怀有反苏态度的人，特别是警察、立陶宛民族联盟成员、立陶宛步枪兵联盟成员和各种天主教组织成员。内务人民委员部估计总共需要登记320,00人，约占立陶宛人口的15% ，而其家庭成员占人口的一半。为准备将这些人驱逐出境，内务人民委员部起草了将被驱逐出境的人员名单，确定了他们的身份背景，追踪了他们的家庭成员，并找到了他们目前的住所。这份清单是流动的，并且一直在变化。例如，一份日期为1941年5月13日的报告指出，有19,610人应该被逮捕并被驱逐到集中营，2,954人（主要是被捕者的家人）应该被驱逐到劳改营。一个月后，这个数字变成了8,598人被捕和13,654人被驱逐出境，这清楚地表明了消灭整个“反苏”家庭的政策。
首次行动于6月13日星期五晚上开始。这次行动由来自俄罗斯、乌克兰和白俄罗斯的内务人民委员会和国家安全人民委员会的部队执行。苏联官员伊万·谢洛夫发布了“谢洛夫指令”，详细说明了应如何逮捕被驱逐者并将其运送到火车上。指示强调，驱逐行动应尽可能秘密进行，以尽量减少人们的恐慌情绪和抵抗。每个四人执行小组的任务是驱逐两个家庭。根据官方指示，每个家庭最多可携带100公斤的食物、衣服、鞋子和其他必需品，但目击者作证说，士兵违反了这些指令。许多家庭对旅行或目的地的生活毫无准备。根据官方指示，被驱逐者留下的财产分为个人财产（衣服、床单、家具、餐具）和其他（艺术品、投资品、贸易库存、房地产、农场动物、农具和机械）。个人财产必须交给被驱逐者的代表，这名代表将出售财产并将钱转给原所有者。其他财产则被没收，并由当地官员出售或使用。官员和士兵漠视这些指令，人们报告说他们的财产被掠夺。
驱逐继续进行。但在6月16日，据统计，苏联政府的驱逐名单中仍有大约1,400人失踪。6月16日至18日，苏联官员急于达到配额，又逮捕了2,000人。载有被驱逐者的火车聚集在新维尔尼镇。那里的人（以各种需要额外检查、讯问或文书工作为借口）被迫与家人分离，登上前往古拉格的火车。总共有17列火车。他们于6月19日出发，并在6月30日至7月9日之间抵达目的地。根据内务人民委员部于6月19日编制的官方报告，这次驱逐有17,485名被驱逐者，但官方统计数据不完整且混乱。立陶宛种族灭绝和抵抗研究中心已查明并公布了其中16,246名被驱逐者的命运。

### 战后第一次驱逐
到1944年，纳粹德国沿东线撤退，苏联军队在1944年中期到达立陶宛领土。1944年10月，苏联官员开始策划驱逐立陶宛游击队队员及其家属。然而，这些措施在战争时期并不实用。苏联首先驱逐了所有立陶宛德国人及其家属。5月3日，载有1,000名立陶宛德国人的火车离开考纳斯，直到6月才抵达目的地。这些被驱逐者为瓦赫什河谷的棉花种植园提供免费劳动力。由于生活条件特别差，头两年约有580名被驱逐者死亡。
二战结束后结束后，苏共中央立陶宛事务局局长米哈伊尔·苏斯洛夫批准了一项命令，命令决定在立陶宛每个县驱逐50－60个家庭。贝利亚亦批准了该计划，并派遣他的两个亲信，博格丹·科布洛夫和阿尔卡迪·安波罗诺夫协助。此次驱逐针对参加立陶宛游击队员的家庭。苏联政府告诉游击队员们，如果他们投降，他们的家人将安然无恙。然而，这样的承诺没有得到遵守，投降的游击队员及其家属也成了被驱逐者。在一个半月的时间里，有超过6,000人被驱逐出境。大多数家庭的财产已经被没收，因此，苏联官方指示一个家庭最多可以携带1,500公斤（3,300磅）的财产的命令成了一纸空文。除了内务人民委员部部队，“毁灭营”也参加了辅助任务。
从1946年到1948年初，驱逐平民的人数相对较少。当时镇压抵抗的主要方法是单独逮捕“人民公敌”，随后将囚犯大规模驱逐出境。这些驱逐主要针对立陶宛游击队及其支持者，但也包括富农和资产阶级。

### 春季行动和冲浪行动
1948年5月（代号春天行动）和1949年3月（代号冲浪行动）进行了两次最大的驱逐，当时约有70,000人被驱逐。强制驱逐的命令是由苏联部长会议下令进行的。立陶宛苏维埃社会主义共和国、拉脱维亚苏维埃社会主义共和国和爱沙尼亚苏维埃社会主义共和国同时进行了冲浪行动。春季行动仅影响立陶宛（可能是因为抵抗运动在立陶宛最强）。这波新的驱逐浪潮以立陶宛游击队战士的家人和支持者为正式目标。然而，它的实际目的是镇压对集体化的抵制，集体化要求农民将他们的土地、牲畜和农业设备捐给集体农庄。然后，农民将在集体农场工作，并根据工作日的数量获得农场产品和利润的一部分。很少有农民自愿加入这个过程，因为这意味着放弃私有制，而集体化制度通常与农奴制相提并论。
由于人们目睹了以前的驱逐出境并知道驱逐行动的标志（例如士兵和运输车辆的到来），许多居民试图躲藏。在立陶宛，根据苏联官方记录，约有13,700人逃脱了驱逐。因此，当局于1949年4月组织了后续驱逐行动，逮捕了大约3,000人。他们被贴上特别危险的标签，被当作囚犯对待，并被送往博代博的金矿。

### 秋季行动和最后一次行动
1947年至1948年的驱逐行动似乎实现了苏联的目标：加快集体化并镇压武装抵抗。然而，立陶宛的集体化步伐仍然不如拉脱维亚或爱沙尼亚那么快，到1949年底，拉脱维亚93%的农场实现集体化，爱沙尼亚则有80%的农场实现集体化。苏联又在1951年10月进行了一次驱逐行动（代号秋季行动），这次行动专门针对富农和没有加入集体农庄的人。

## 被驱逐者的生活

### 生活条件
被驱逐者的生活条件差异很大，主要取决于强制定居点的地理位置、当地条件和被驱逐者从事的工作类型。甚至官方报告也承认缺乏合适的住房；例如，伊加尔卡的一份报告描述了房舍屋顶漏水，且没有窗户、床和床上用品。大多数立陶宛被驱逐者从事伐木和木材工业。被驱逐者不能离开定居点，也不能改变工作；他们的驱逐出境没有截止日期，而且是终生驱逐。企图越狱或“逃避工作”的人会被送往监狱。1945年至1948年间，有1722名立陶宛人试图逃跑；1949年，政府抓获了1070名逃跑者。1948年，苏联最高苏维埃通过了更严格的规定，逃犯处有期徒刑20年，帮助逃犯者处有期徒刑5年。在强制定居点中出生的儿童被归类也为被驱逐者，并受到与其父母相同的待遇，但混合（被驱逐者和非被驱逐者组成的）家庭除外。
由于生活条件差、需要体力劳动、缺乏食物和医疗等原因，被驱逐者的死亡率很高，尤其是儿童和老年人。根据内务人民委员部和国家安全部保存的不完整和不准确的记录，估计1945-1952年和1953-1958年分别有16,500和3,500名立陶宛被驱逐者死亡；这个数字还不包括1941年被驱逐者的死亡人数，而1941年被驱逐者约有8000人死亡。因此，立陶宛被驱逐者的总死亡人数可能为28,000人。儿童约占总死亡人数的四分之一。

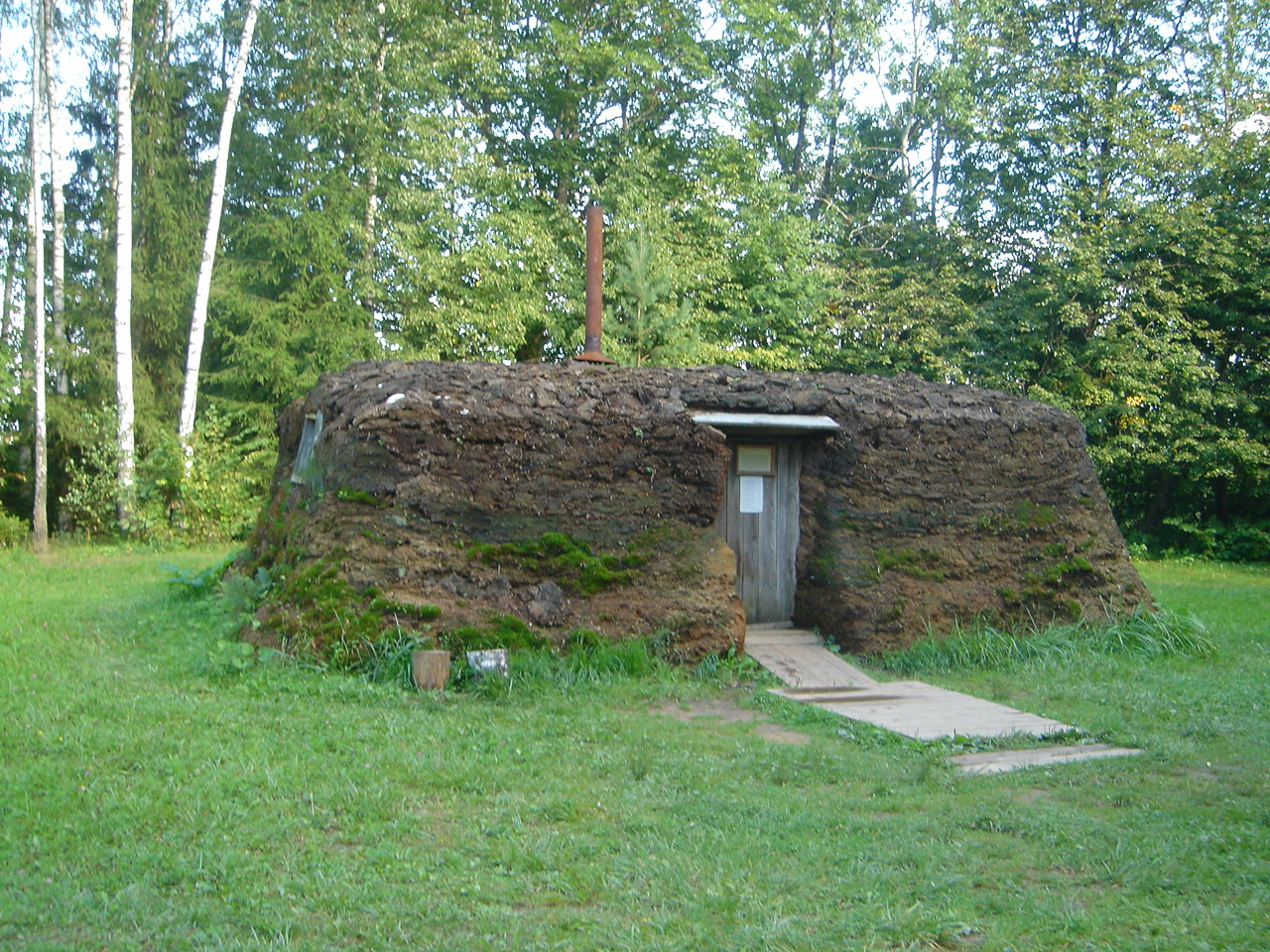
西伯利亚北极地区的被驱逐者房屋
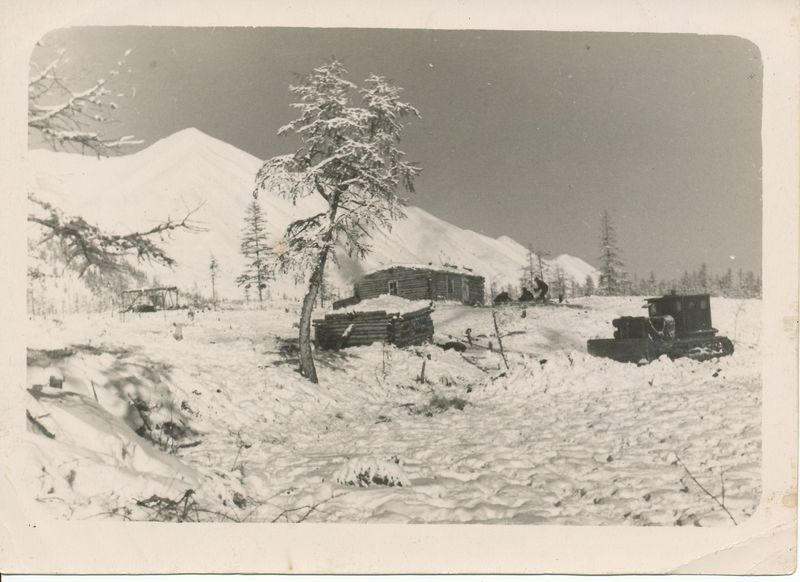
位于科雷马的立陶宛被驱逐者强制居留点（1958年）
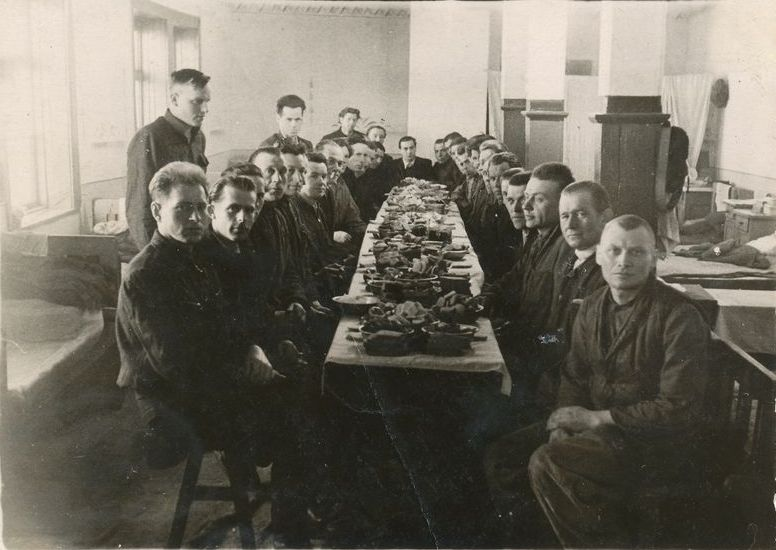
政治犯在科雷马庆祝复活节
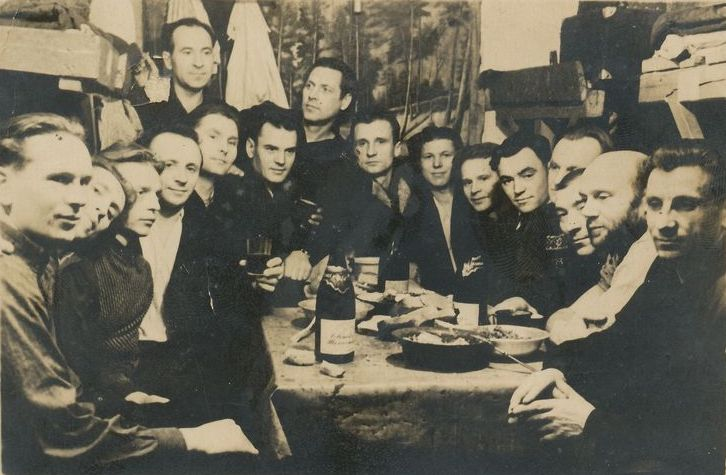
立陶宛被驱逐者在庆祝圣诞节
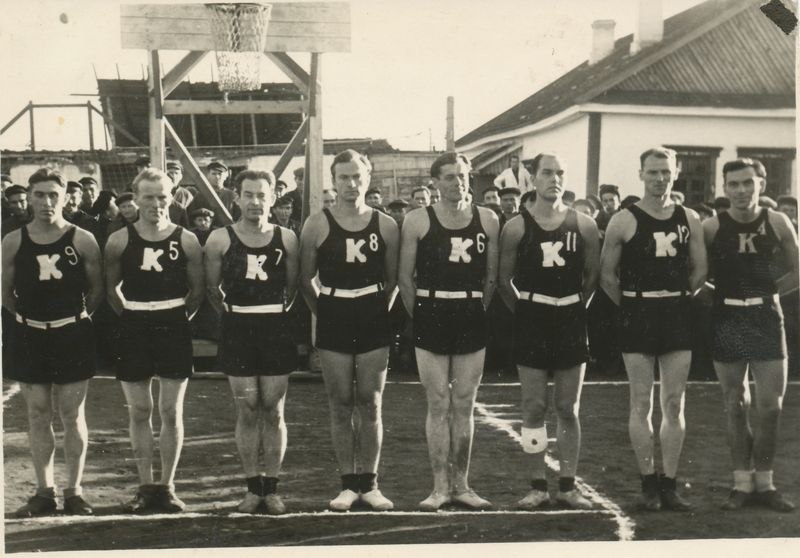
立陶宛政治犯组成的篮球队（1954年）
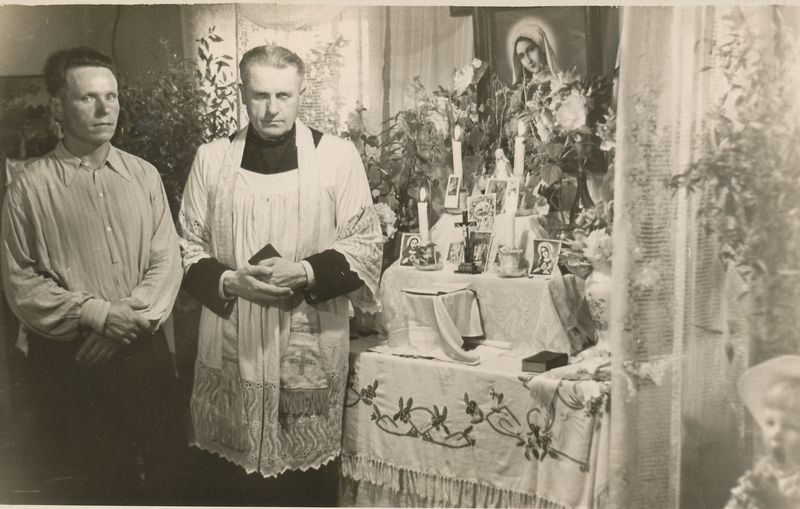
贾斯蒂纳斯·扎克萨斯（一名被驱逐者）的家庭祭坛。
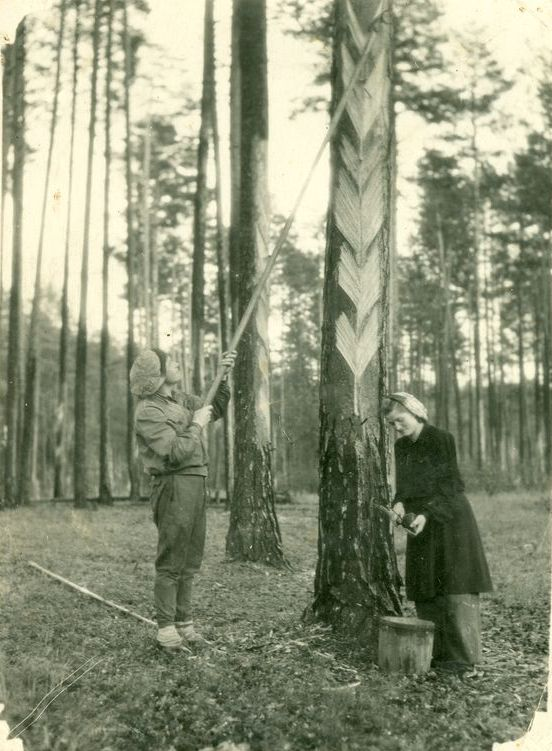
立陶宛被驱逐者在伊尔库茨克附近提取树脂（1956年）
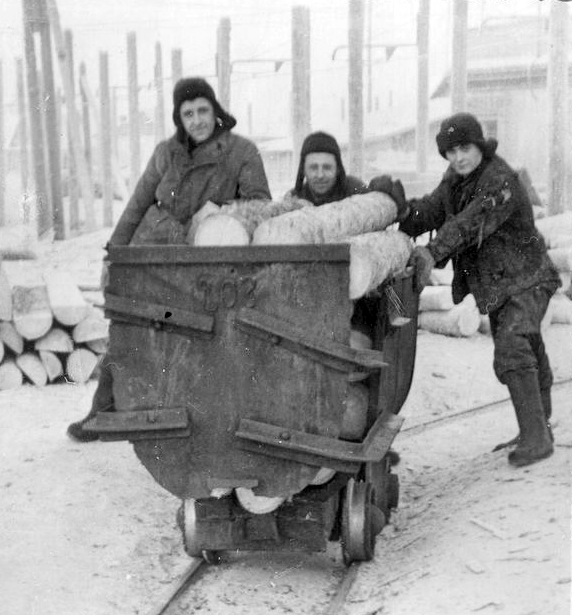
因塔的立陶宛被驱逐者将一车原木推入矿井（1956年）
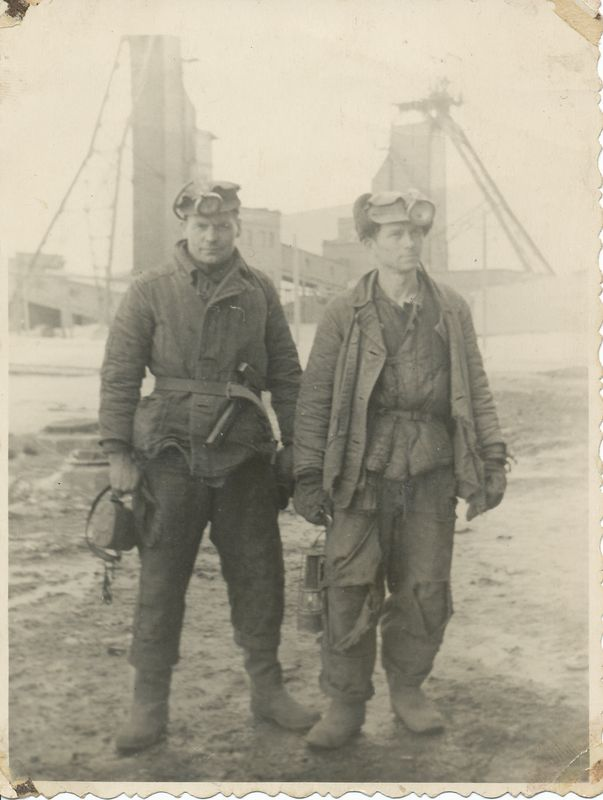
两个立陶宛政治犯准备进入因塔古拉格的一座煤矿
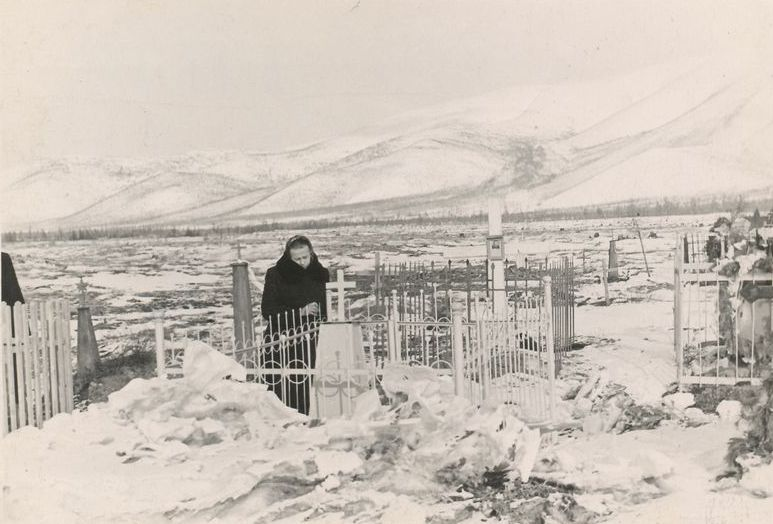
在乌斯-奥姆楚格，立陶宛政治犯奥努特·米卢沙斯特凯特（于1945年作为立陶宛游击队的使者被捕）站在其女儿的坟墓旁

### 释放并返回
1953年斯大林去世后，赫鲁晓夫解冻和去斯大林化使被驱逐者和囚犯逐步得以释放。1954年7月，16岁以下儿童从驱逐名单中去除，逃犯的刑期从20年减为3年。立陶宛被驱逐者的释放相对缓慢。1954年宣布对55-60岁以上的残疾人或身患绝症的人进行大赦时，一项特殊规定出于“公共安全”的考虑将立陶宛人和乌克兰人排除在外。在立陶宛，立陶宛苏维埃社会主义共和国最高苏维埃逐个审查被驱逐者档案。苏联官僚将被驱逐者视为一种威胁，尤其是当他们想索取被驱逐时被没收的财产的时候。立陶宛人仅在发现有违规行为（如误捕）的情况下才批准释放。
1956年和1957年，苏联最高苏维埃批准释放更多的被驱逐者，包括立陶宛人。被驱逐者开始大量返回，这给当地政府带来了困难——被驱逐者会请求归还他们被没收的财产。这些返回的被驱逐者被当地政府认为是不可靠的，需要特别监视。包括安塔纳斯·斯涅茨库斯在内的苏联立陶宛官员起草了禁止被驱逐者返回的地方行政措施，并向莫斯科请愿，以请求制定这方面的国家政策。1958年5月，苏联修改了对剩余被驱逐者的政策：所有与立陶宛游击队无关的人都被释放，但无权返回立陶宛。而游击队员亲属和游击队员分别于1960年和1963年获释。大多数被驱逐者1958年5月获释，但后来再也没有返回立陶宛。
大约60,000名被驱逐者返回立陶宛。然而，他们面临更大的困难：他们的财产长期被官僚掠夺和瓜分，他们在工作和社会保障方面面临歧视，他们的孩子无法接受高等教育。返回的被驱逐者、抵抗运动成员及其子女难以融入社会。他们进行了长期的非暴力抵抗。